# Wahlkreis Upernavik
Der Wahlkreis Upernavik war von 1979 bis 1999 ein grönländischer Wahlkreis für die Wahl zum Inatsisartut. Der Wahlkreis umfasste die Gemeinde Upernavik.

## Vertreter
Folgende Personen vertraten den Wahlkreis:
| Wahlperiode | Mitglied | Mitglied          | 1. Stellvertreter | 2. Stellvertreter | Anmerkung        |
| ----------- | -------- | ----------------- | ----------------- | ----------------- | ---------------- |
| 1979–1983   |          | Bendt Frederiksen | Peter Løvstrøm    | Sofie Thomassen   |                  |
| 1983–1984   |          | Bendt Frederiksen | Peter Løvstrøm    | Sofie Thomassen   |                  |
| 1984–1987   |          | Bendt Frederiksen | Peter Løvstrøm    | Sofie Thomassen   |                  |
| 1987–1991   |          | Bendt Frederiksen | Sofie Thomassen   | Hans Danielsen    |                  |
| 1987–1991   |          | Godmand Jensen    | Niels Jensen      | Jørgen Kristensen | Ausgleichsmandat |
| 1991–1995   |          | Bendt Frederiksen | Hans Danielsen    | Josef Karlsen     |                  |
| 1995–1999   |          | Niels Mattaaq     | Hans Danielsen    | Samuel Knudsen    |                  |